# Tractatus de Musica
Tractatus de Musica - dzieło z XIII w. poświęcone teorii śpiewu liturgicznego autorstwa bliżej nieznanego mnicha nazywanego Hieronimem z Moraw. Traktat ten został odkryty w drugiej połowie XIX w. przez francuskiego muzykologa Edmonda de Coussemakera. Zawiłość tekstu sprawiała, że przez długi czas nie traktowano odkrycia poważnie i zapomniano o nim. W końcu XX w. pracę nad rozszyfrowaniem odnalezionego traktatu rozpoczął francuski muzyk, muzykolog i tradycjonalista Marcel Pérès. Z jego badań wyłonił się zupełnie nieznany współcześnie sposób wykonywania średniowiecznego śpiewu liturgicznego mającego elementy wspólne z tradycyjnymi śpiewami koptyjskimi, greckimi i syryjskimi. 